# Villaines-la-Carelle
Villaines-la-Carelle település Franciaországban, Sarthe megyében. Lakosainak száma 137 fő (2022. január 1.). Villaines-la-Carelle Louzes, Aillières-Beauvoir, Villeneuve-en-Perseigne, Neufchâtel-en-Saosnois, Saint-Longis, Saint-Rémy-du-Val és Vezot községekkel határos.

## Népesség
A település népessége az elmúlt években az alábbi módon változott:
| Lakosok száma | 161  | 159  | 160  | 152  | 151  | 148  | 146  | 141  | 137  |
|               | 2013 | 2015 | 2016 | 2017 | 2018 | 2019 | 2020 | 2021 | 2022 |